# باول ميتشيل (لاعب كريكت)
باول ميتشيل (13 يناير 1975 بهراري في زيمبابوي - ) (بالإنجليزية: Paul Mitchell)‏ هو لاعب كريكت زيمبابوي.

## وصلات خارجية
- باول ميتشيل على موقع إي آس بي آن كريك إنفو (الإنجليزية)